# Лопатинська Людмила Василівна
Людмила Василівна Лопати́нська (нар. 1 квітня 1904, Кузнецьк — пом. 13 квітня 1984, Харків) — українська радянська скульпторка; член Об'єднання сучасних митців України та Харківської організації Спілки радянських художників України з 1938 року.

## Біографія
Народилася 19 березня [1 квітня] 1904 року в місті Кузнецьку (нині Пензенська область, Росія). Упродовж 1922—1929 років навчалась у Харківському художньому інституті, де її викладачами були зокрема Леонора Блох, Олексій Кокель.
Протягом 1937—1939 років викладала у Харківському інституті інженерів комунального будівництва; у 1950—1954 роках — у Харківському інженерно-будівельному інституті.
Жила в Харкові, в будинку на вулиці Сумській,№ 44/2, квартира № 8. Померла в Харкові 13 квітня 1984 року.

## Творчість
Працювала в галузі станкової та декоративної скульптури. Серед робіт:
- «Фізкультурниця» (1929, гіпс);
- горельєф «Зустріч Леніна біля Фінляндського вокзалу»(1935, гіпс; у співавторстві з Суламіф Анбіндер);
- статуї із цементу «Кавказець», «Музика», фризи на фасаді театру при Дніпровському металургійному заводі у Дніпрі (1936—1937);
- фонтан (1938);
- «Колгоспниця» (1938, гіпс);
- «Робітниця» (1940, гіпс);
- барельєф для Запорізької філармонії за мотивами балету «Лебедине озеро» Петра Чайковського (1954);
- портрет-барельєф металурга Павла Аносова (1957).

Брала участь у республіканських виставках з 1938 року, всесоюзних — з 1939 року.